# Krími tatár konyhaművészet
A krími tatár konyhaművészet a Krím-félszigeten élő krími tatárok gasztronómiáját öleli fel. Alapját a volgai tatárok konyhaművészete képezi, azonban lényeges különbségek alakultak ki, például a krími tatárok nem fogyasztanak lóhúst és kumiszt. Amikor a krími tatárokat a második világháború során Üzbegisztánba kényszertelepítették, számos üzbég eredetű ételt vettek át, például a szamszát, a lagmant (üzbég: lagʻmon), a nánt (oroszul лепёшка, lepjoska; lángos, lepény) vagy a plovot, melyeket ma már krími tatár ételekként árulnak az útszéli kifőzdék. 

## Jellegzetes ételek

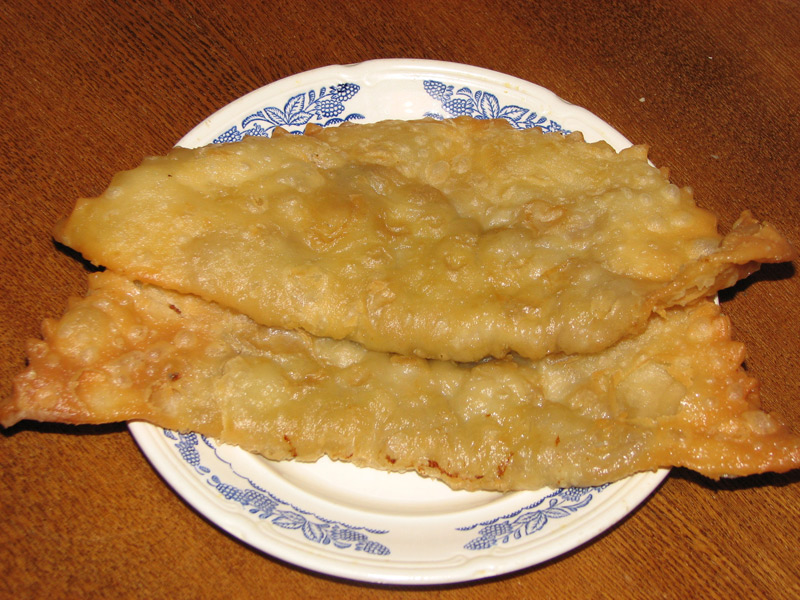
çiberek

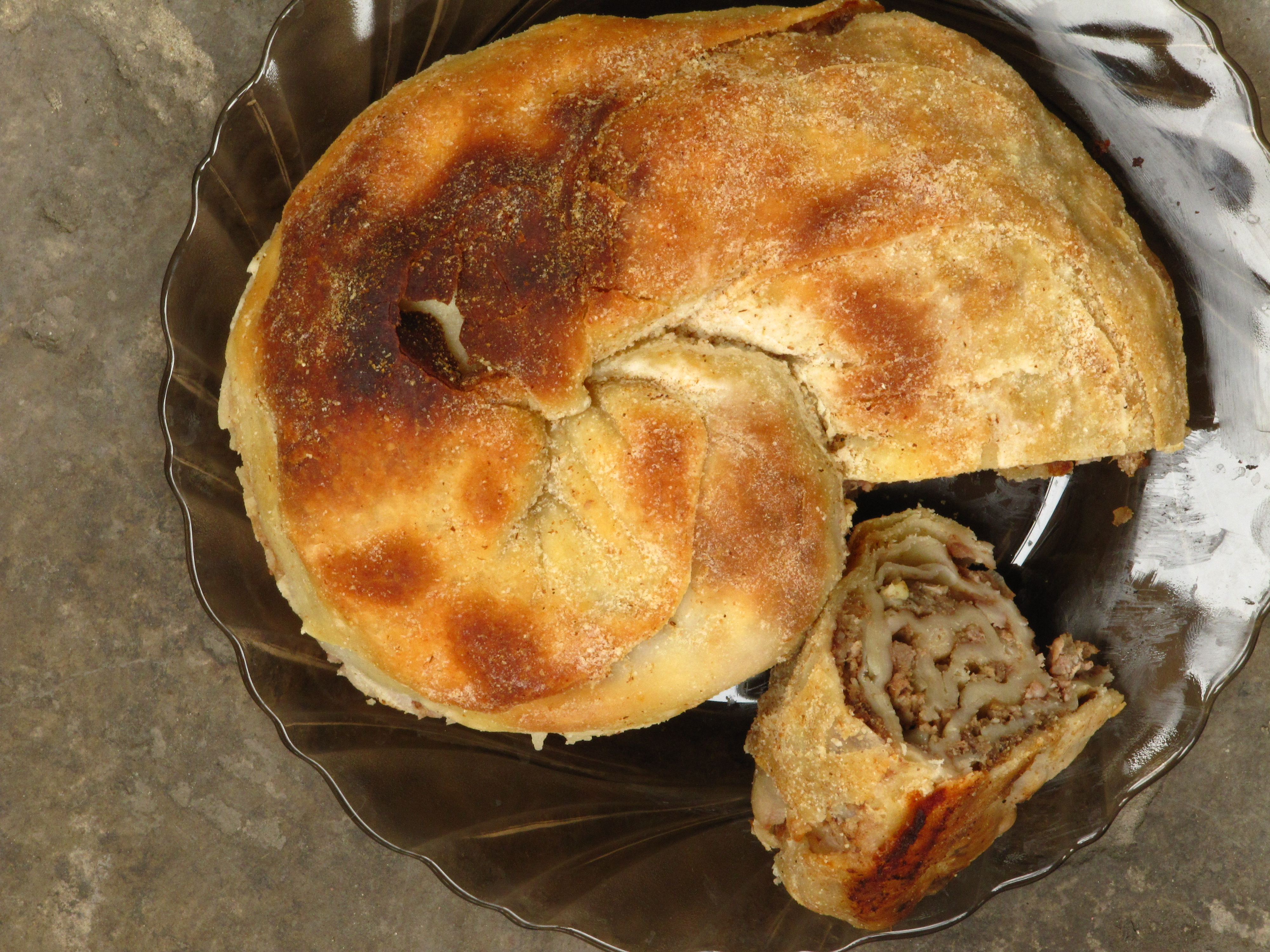
sarburma

- çiberek: darált hússal töltött, sült lepény
  - yantik: vaslapon sült çiberek
- sarburma: csavart húsos pite
- köbete: hús és rizs, vagy burgonya és hús tésztalapok között sütve
- tabak börek: hússal töltött tészta, melyet kifőznek és levessel tálalnak. A volgai tatároknál pilmän néven ismert, hasonló az ázsiai népeknél ismert mantihoz (török mantı, kínai csiaoce, orosz pelmenyi).
- göbädiä vagy gubadia: nagy ünnepekkor készített pite, melyet hússal, rizzsel, tojással, mazsolával és kaskkal (qurt; egyfajta száraz fehér sajt) rétegeznek.
- surpa: húsleves zöldségekkel (a román csorbához hasonlóan)
- sheker keyeks vagy pakhlava: a török baklavához hasonló édesség

## Fordítás
Ez a szócikk részben vagy egészben  a   Crimean Tatar cuisine című angol Wikipédia-szócikk fordításán alapul.  Az eredeti cikk szerkesztőit annak laptörténete sorolja fel. Ez a jelzés csupán a megfogalmazás eredetét és a szerzői jogokat jelzi, nem szolgál a cikkben szereplő információk forrásmegjelöléseként.